# Théoden
Théoden (Théoden Rohanský) je fiktivní postava ve fantasy J. R. R. Tolkiena, sedmnáctý král Rohanu v letech 2980–3019 Třetího věku. Ve filmové trilogii jej hraje Bernard Hill.

## Život
Théoden byl jediným synem krále Thengela a Morwen z Lossarnachu (kraji v Gondoru). Théoden měl 4 sestry, on sám byl ze sourozenců druhý nejstarší. Nejbližší mu ale byla jeho nejmladší sestra, Théodwyn.
Théoden se narodil roku 2948 Třetího věku v Gondoru, kde žila jeho rodina do té doby, než se stal Thengel králem Rohanu. Théodena učili mluvit sindarsky a jazykem Západních zemí, jazyk Rohirů se naučil až později.
Králem se stal po smrti svého otce roku 2980 Třetího věku. V té době žil v Edorasu se svou sestrou Théodwyn. Théoden se oženil s Elfhildou, ta ale zemřela při porodu jediného jejich potomka, syna Théodreda. Poté zemřela i Théodwyn a její manžel Éomund a Théoden adoptoval jejich děti, Éomera a Éowyn.
Théoden byl velmi silný, rozhodný a velmi charismatický král a vybudoval si velký respekt u poddaných. A stejně jako většina mužů z Jízdmarky byl i on velmi dobrým jezdcem na koni.
Po smrti Éomunda,manžela jeho sestry se stal Théoden Prvním maršálem Marky a velel tak vojskům Edorasu (Théodred a Éomer byli poté Druhým a Třetím maršálem). Théodenův meč se jmenoval Herugrim.

### Válka o Prsten
Za časů Války o Prsten byl Théoden na trůně téměř 30 let a první znaky stáří se už začaly objevovat. Stále více spoléhal na svého zrádného rádce Grímu (většina obyvatel mu říkala Červivec), který byl tajným špehem čaroděje Sarumana. Nakonec se Saruman naplno dostal do Théodenovy mysli a ovládal ho.
V posledních letech před Válkou o Prsten byl tedy Théoden plně v rukou Sarumana a Gríma se tak stal velice silným a v podstatě vládl on. Rohan byl neustále napadán skřety a zlými lidmi, kteří patřili k vojsku Sarumana, operujícího ze Železného pasu.
Když byl Théodred smrtelně zraněn při bitvě se skřety, stal se Éomer Théodenovým dědicem. Éomer měl ale s Červivcem velice špatný vztah který vyvrcholil Éomerovým zatčením a vypovězením z Rohanského království.
Když přijeli Gandalf Bílý s Aragornem, Théoden odmítl Gandalfovu radu, aby vytáhl proti Sarumanovi. Gandalf ale poznal, že s králem je něco v nepořádku a od vlivu Sarumana s Grímou jej odprostil. Králi se vrátila síla, pozvedl svůj meč Herugrim a i přes svůj věk se vydal do Bitvy o Helmův žleb jako vůdce.
Poután Přísahou Eorla (prvního krále Rohanu) vedl Théoden své vojsko na pomoc Gondoru při Bitvě na Pelennorských polích. Tam se postavil zejména vojskům Haradu, zabil jejich vůdce i vlajkonoše. Poté se postavil mnohem silnějšímu protivníku, Černokněžnému králi Angmaru, pánovi nazgulů. Ten Théodena srazil z jeho koně, který krále povalil a způsobil mu smrtelná zranění. Pomstěn byl Éowyn a hobitem Smělmírem Brandorádem, kteří se tajně vydali do války po boku krále. Před odjezdem do války sice Théoden jmenoval Smíška svým panošem, ale zakázal hobitovi jet do války. V posledních okamžicích života ještě stačil poděkovat Smíškovi a Éowyn a jmenoval Éomera budoucím králem. Thédoenovo tělo zůstalo v Minas Tirith do té doby než byl poražen Sauron a než byl odvezen do Rohanu, kde ho pohřbili. Théoden byl posledním z Druhé linie králů a posledním přímým příbuzným prvního krále Eorla.

#### Další verze příběhu
V jednom z Tolkienových konceptů měl Théoden také dceru jménem Idis, nakonec ale tuto postavu vyškrtnul a nahradil postavou Éowyn.

## Jména a tituly
Jméno je převzato z anglosaského slova þēoden a velmi podobné je staroseverské þjóðan. Obě tato slova znamenají něco jako „vůdce lidí“ (král).
V Tolkienově románu je jméno Théoden přeloženo z rohirského Tûrac, starého slova pro označení krále. Toto slovo zase zavádí k sindarské předponě tur- (v překladu mocný, vůdčí), tuto předponu najdeme v mnohých elfských jménech, např. Turgon.
| Král Rohanu         | Král Rohanu | Král Rohanu             |
| ------------------- | ----------- | ----------------------- |
| Předchůdce: Thengel | Théoden     | Nástupce: Éomer Šťastný |

## Adaptace
V adaptaci Ralpha Bakshiho z roku 1978 propůjčil Théodenovi hlas Philip Stone. Théoden se objevil také v adaptaci od Rankina a Basse, kde měl ale jen malou roli o jeho smrti Gandalf jen vyprávěl.
V rádiové podobě z roku 1981 je Théodenova smrt popsána v písni, hlasem Jacka Maye.
V trilogii od Petera Jacksona se Théoden (hraný hercem Bernardem Hillem) objevuje v druhé části, s názvem Dvě věže. Théodena vidíme starého a zesláblého, plně v moci Sarumana a Grímy. Gandalf jej zbaví prokletí a Théoden opět omládne a zesílí. Théoden si rychle uvědomí co se stalo a okamžitě vyhodí Grímu z paláce. Na schodišti pod ním už pozvedá svůj meč, aby Grímu popravil, ale je zastaven Aragornem. Gríma poté uteče k Sarumanovi. Théoden poté bezpečně dovede svůj lid do Helmova žlebu, kde proběhne velkolepá bitva končící Gandalfovým příjezdem s posilami vedenými vyhnaným Éomerem.
V Návratu krále se Théoden opět vrhá do bitvy, tentokrát na pomoc Gondoru (tvůrci vynechávají Přísahu Eorla a Théoden prvně váhá nad výjezdem do bitvy). Později je tedy smrtelně zraněn a svá poslední slova směřuje k Éowyn, která jej pomstila (v knize směřuje své díky ke Smíškovi a o tom, že v bitvě byla i Éowyn, Théoden neví).